# Piste de glisse

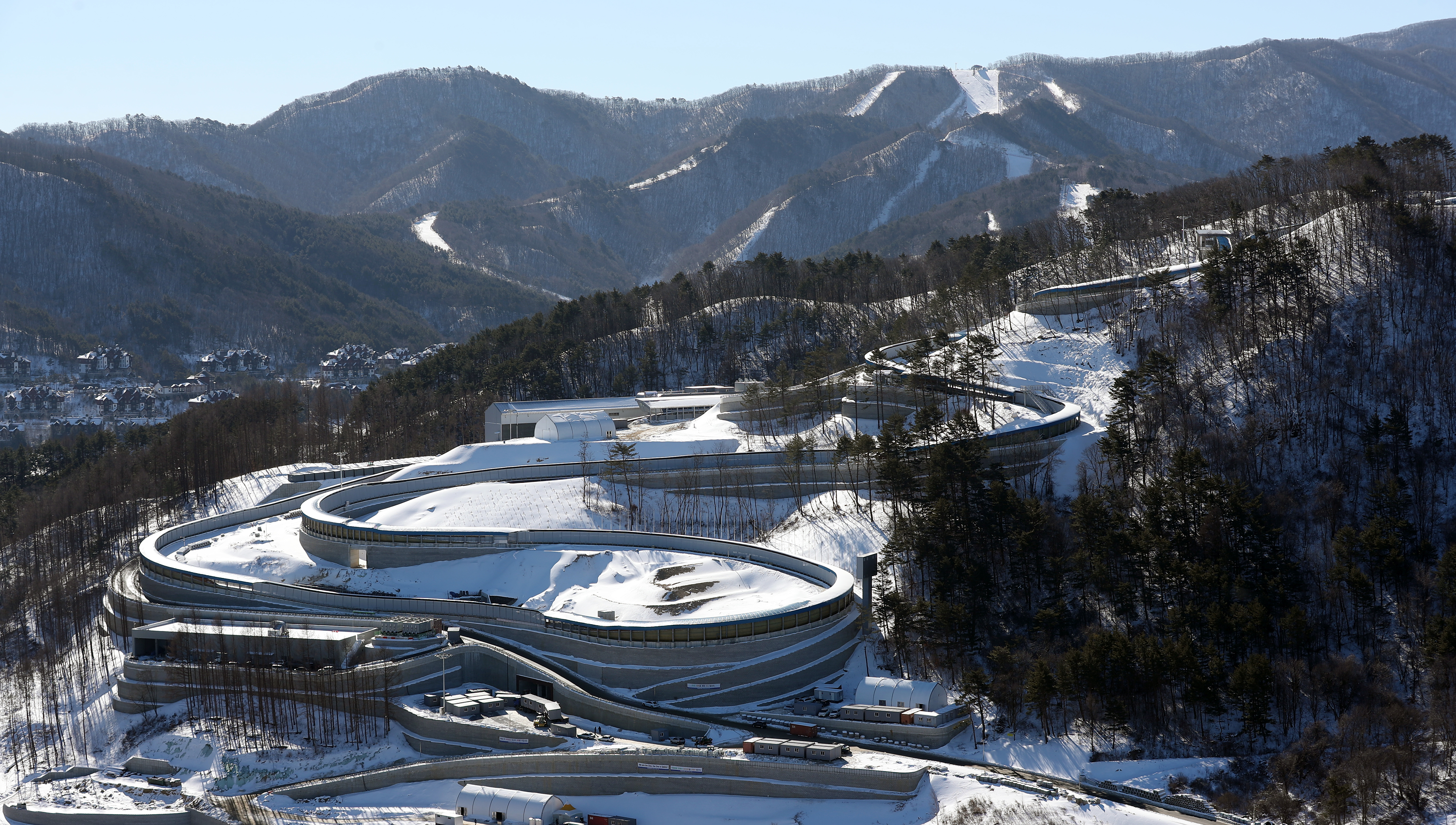
Le centre de glisse d'Alpensia en Corée du Sud.

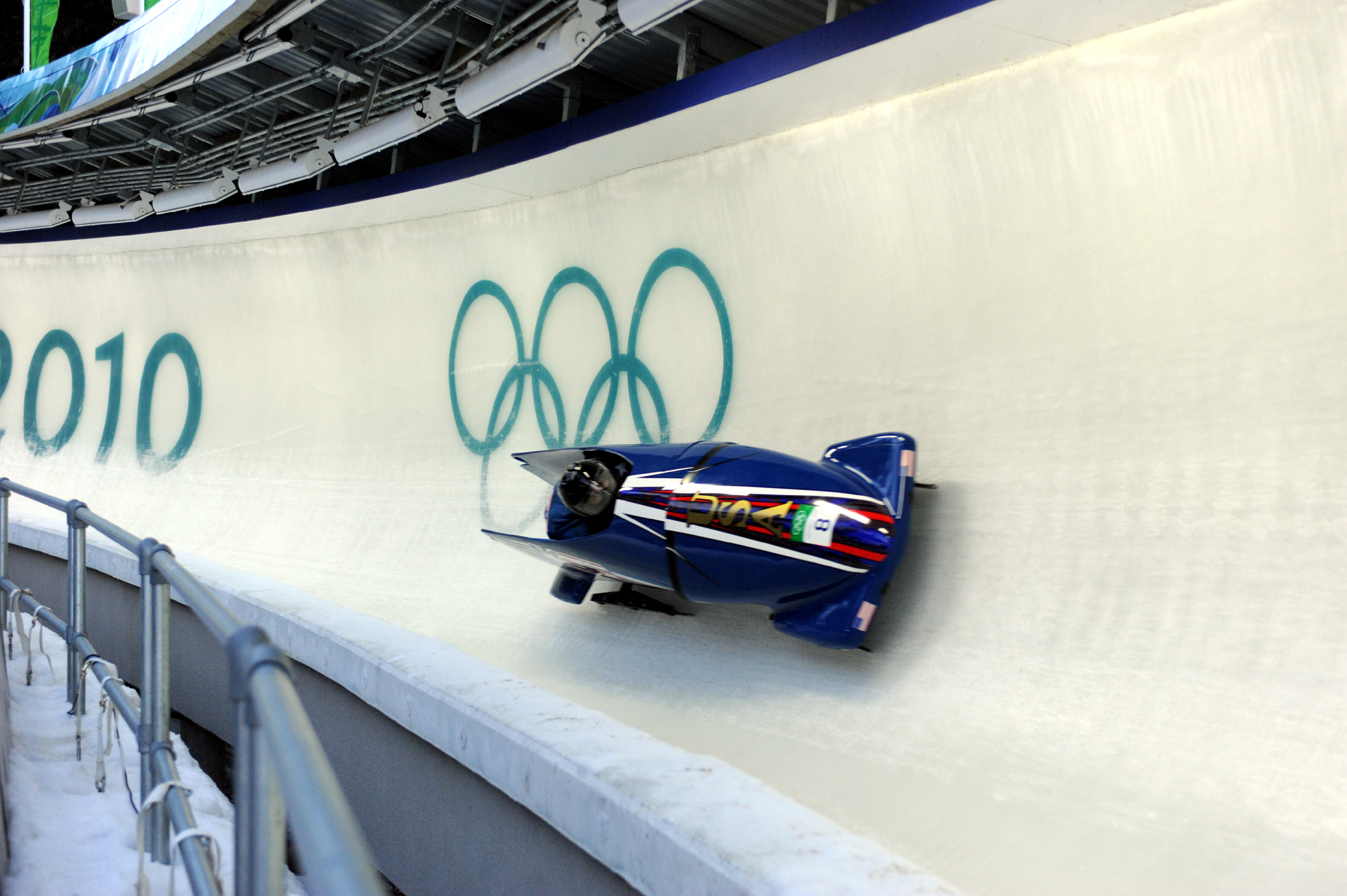
Les Américains John Napier et Steven Langton dans un bobsleigh descendant la piste du centre des sports de glisse de Whistler au Canada lors des Jeux olympiques d'hiver de 2010 à Vancouver.

Une piste de glisse est un équipement sportif permettant la pratique du bobsleigh, de la luge de course et du skeleton. Elle se compose d'une piste en forme de gouttière descendant une pente avec des virages aux bords relevés et au revêtement typiquement englacé. La piste est généralement en partie enterrée et construite en béton.
Ce type d'équipement est coûteux à la construction et à l'entretien si bien que ce type d'installation est relativement rare : 17 sont actuellement en service et une est en projet.

## Liste des pistes

### En service
- Allemagne
  - Piste de bobsleigh, luge et skeleton de Königssee
  - Piste de bobsleigh, luge et skeleton d'Oberhof
  - Piste de bobsleigh, luge et skeleton de Winterberg
  - Piste de bobsleigh, luge et skeleton d'Altenberg
- Autriche
  - Piste de bobsleigh, luge et skeleton d'Igls
  - Piste de bobsleigh, luge et skeleton de Bludenz
- Canada
  - Centre des sports de glisse de Whistler
- Chine
  - Piste de bobsleigh, luge et skeleton de Xiaohaituo
- États-Unis
  - Piste de bobsleigh, luge et skeleton de Lake Placid
  - Piste de bobsleigh, luge et skeleton de Park City
- France
  - Piste de bobsleigh, luge et skeleton de La Plagne
- Italie
  - Piste olympique Eugenio-Monti (Cortina d'Ampezzo)
- Lettonie
  - Piste de bobsleigh, luge et skeleton de Sigulda
- Norvège
  - Piste de bobsleigh, luge et skeleton d'Hunderfossen
- Russie
  - Sanki (Krasnaïa Poliana)
- Suisse
  - Stade Olympia Bobrun (Saint-Moritz)

### Anciennes pistes
- Allemagne
  - Rießersee
- Autriche
  - Imst
- Bosnie-Herzégovine
  - Piste olympique de bobsleigh et de luge de Sarajevo

- Canada
  - Piste de bobsleigh, luge et skeleton de Calgary

- France
  - Piste de bobsleigh de l'Alpe d'Huez
  - Piste olympique de bobsleigh de l'Alpe d'Huez
  - Piste olympique de luge de Villard-de-Lans
  - Piste olympique de bobsleigh des Pélerins

- Italie
  - Cesana Pariol (Césane)

- Japon
  - Sapporo Teine
  - Spiral (Iizuna)
- Norvège
  - Korketrekkeren
- Pologne
  - Szklarska Poręba
- Roumanie
  - Sinaia

- Russie
  - Piste de bobsleigh, luge et skeleton de Paramonovo

- Suède
  - Hammarstrand